# Bedford (borough)
Bedford è un borough e autorità unitaria del Bedfordshire, Inghilterra, Regno Unito, con sede nella città omonima.
Il distretto fu creato con il Local Government Act 1972, il 1º aprile, 1974 dalla fusione dei Municipal Borough di Bedford col Distretto urbano di Kempston e col Distretto rurale di Bedford. Nel 2009 il distretto è divenuto autorità unitaria.

## Parrocchie civili
Le parrocchie, che non coprono l'area del capoluogo (tranne Brickhill), sono:
- Biddenham
- Bletsoe
- Bolnhurst and Keysoe
- Brickhill
- Bromham
- Cardington
- Carlton with Chellington
- Clapham
- Colmworth
- Cople
- Dean and Shelton
- Eastcotts
- Elstow
- Felmersham and Radwell
- Great Barford
- Harrold
- Kempston Rural
- Kempston
- Knotting and Souldrop
- Little Barford
- Little Staughton
- Melchbourne and Yieldon
- Milton Ernest
- Oakley
- Odell
- Pavenham
- Pertenhall
- Podington
- Ravensden
- Renhold
- Riseley
- Roxton
- Sharnbrook
- Stagsden
- Staploe and Duloe
- Stevington
- Stewartby
- Swineshead (Bedfordshire)
- Thurleigh
- Turvey
- Wilden
- Willington
- Wilstead
- Wootton
- Wymington